# IC 1544
IC 1544 — галактика типу SBc () у сузір'ї Андромеда.
Цей об'єкт міститься в оригінальній редакції індексного каталогу.